# Kiekebanus
Kiekebanus is het 76ste stripverhaal van De Kiekeboes en van het 68ste stripverhaal van De avonturen van Urbanus. Voor deze strip kwam het tot een samenwerking tussen striptekenaars Merho en Willy Linthout, Urbanus; de titel is dan ook een samentrekking van Kiekeboe en Urbanus. Het album verscheen oorspronkelijk op 4 december 1996; de herdruk in de reeks Kiekeboe en Urbanus volgde op 17 maart 1998.

## Verhaal
Urbanus kijkt in een catalogus over huizenruil, waar hij het huis van de familie Kiekeboe ziet staan, met daarvoor een foto van Fanny in bikini. Urbanus wordt meteen stapelverliefd op haar en vult direct het formulier in om te ruilen van huis. Uiteraard is het huis van Urbanus meer een krot, dus stuurt hij een foto van het huis van Madonna naar de Kiekeboes op. Zij zijn onmiddellijk overtuigd en gaan de ruil aan met de familie Urbanus. Maar de familie Urbanus is niet echt beschaafd en ze maken er een hele boel van: ze houden een barbecue in de tuin met de matrasbodem van het bed, César eet de hele koelkast leeg en gooit alle dure wijn weg. Ze willen ook zelfgemaakt vuurwerk afsteken, maar dat belandt op het dak van het huis en het huis ontploft. De familie Kiekeboe mag haar vakantie beginnen met het hele huis van Urbanus te poetsen en de schulden te betalen. Ze zijn het al snel beu en rijden met de driewieler van Urbanus terug naar hun huis.
Ondertussen is er een stripfiguur-verzamelaar, een zekere Dré Driegdraad, die Jef Patat en Balthazar de opdracht heeft gegeven om Fanny en Urbanus te ontvoeren. Maar per ongeluk heeft Balthazar Amedee, de vlieg van Urbanus, gegijzeld, in plaats van Urbanus zelf. Amedee weet te ontsnappen en het nieuws te melden aan Urbanus. Urbanus wil Fanny redden, maar daar steekt Konstantinopel een stokje voor.
Het verhaal kent 2 eindes: een Kiekeboe-versie en een Urbanus-versie. Bij de Kiekeboe-versie moeten César en Eufrasie het huis van de Kiekeboes weer opbouwen. Bij de Urbanus-versie wordt Fanny zwanger van Urbanus en worden Marcel en Charlotte Kiekeboe geïnterneerd.